# أمير أباد بالا (حسين أباد كرمان)
امیر أباد بالا (بالفارسية: امیرآباد بالا) هي قرية تقع في إيران في Hoseynabad Rural District. يقدر عدد سكانها بـ 452 نسمة .